# Угаров Олексій Михайлович
Олексій Михайлович Угаров (біл. Аляксей Міхайлавіч Угараў; 2 січня 1985, м. Нижньокамськ, СРСР) — білоруський хокеїст, лівий нападник. Виступає за «Адмірал» (Владивосток) у Континентальній хокейній лізі. 
Виступав за «Юність» (Мінськ), «Юніор» (Мінськ), «Нафтохімік» (Нижньокамськ), ХК МВД (Твер), «Динамо» (Москва), «Торпедо» (Нижній Новгород).
У складі національної збірної Білорусі провів 66 матчів (22+17); учасник зимових Олімпійських ігор 2010 (4 матча, 1+1), учасник чемпіонатів світу 2005, 2006, 2007, 2008, 2009, 2010 і 2011 (44 матча, 9+8). У складі молодіжної збірної Білорусі учасник чемпіонату світу 2005. 
Досягнення
- Чемпіон Білорусі (2004, 2005, 2006);
- Володар Кубка Білорусі (2004).